# Brevipalpus dosis
Brevipalpus dosis är en spindeldjursart som beskrevs av Chaudhri, Akbar och Rasool 1974. Brevipalpus dosis ingår i släktet Brevipalpus och familjen Tenuipalpidae. Inga underarter finns listade.